# Natalia Sháposhnikova
Natalia Sháposhnikova (Rostov del Don, Rusia, 24 de junio de 1961) es una gimnasta artística rusa especialista en la prueba de salto de potro que, compitiendo con la Unión Soviética, consiguió ser campeona olímpica en 1980 en dicha prueba, además de conseguir otros importantes logros.

## Carrera deportiva
En los JJ. OO. de Montreal (Canadá) de 1976 gana el oro en el concurso por equipos, por delante de Rumania (plata) y Alemania Oriental (bronce).
En el Mundial de Estrasburgo 1978 gana el oro por equipos —por delante de China y Alemania Oriental—, y el bronce en la general individual, tras sus compatriotas Elena Mukhina (oro) y Nellie Kim (plata).
En el Mundial de Fort Worth 1979 gana la plata por equipos, tras Rumania y por delante de Alemania del Este, siendo sus compañeras: Nellie Kim, Elena Naimushina, Maria Filatova, Natalia Tereschenko y Stella Zakharova.
En los JJ. OO. de Moscú de 1980 ganó el oro en salto —por delante de la alemana Steffi Kraker y la rumana Melita Ruhn—, también oro por equipos —por delante de Rumania y Alemania Oriental—, bronce en la viga de equilibrio —tras la rumana Nadia Comaneci y su compañera de equipo la soviética Elena Davydova— y otro bronce en el ejercicio de suelo.